# كارول إس. بيرسون
كارول إس. بيرسون (بالإنجليزية: Carol S. Pearson)‏ هي عالمة نفس أمريكية، ولدت في 1944 في شيكاغو في الولايات المتحدة.